# Selecció d'hoquei sobre patins masculina de Sud-àfrica
La selecció d'hoquei sobre patins masculina de Sud-àfrica és l'equip masculí que representa la Federació Sud-africana d'Hoquei patins en competicions internacionals d'hoquei sobre patins. La Federació sud-africana es va fundar a principis dels anys 1970.